# Éditions Jean-Michel Place
 (décembre 2019).
Les Éditions Jean-Michel Place sont un éditeur français qui se présente comme un amateur de revues. Il a créé la manifestation du Marché de la poésie en 1983.

## Historique
À partir de son expérience chez l'éditeur spécialisé en reprint, Kraus, il crée en 1974 les Éditions Jean-Michel Place initialement pour réimprimer des revues d’avant-garde, principalement dadaïstes et surréalistes, issues du fonds André Vasseur, dont il hérite à la mort du collectionneur en 1976.
Il se distingue des grandes maisons (Kraus, Johnson, Slatkine...) par la minutie avec laquelle il reconstitue les revues dans leurs moindres détails (publicités, couvertures, etc.).
Outre la clientèle des bibliothèques, il cherche à atteindre un public plus large par des tirages de plusieurs milliers d’exemplaires. Les premières revues SIC, L'Œuf dur et Aventure ne furent tirées qu’à 500 exemplaires ; La Révolution surréaliste le fut à 6 000, et 13 000 exemplaires qui seront finalement totalement vendus.
En 1998, il reprend les revues L’Architecture d'aujourd'hui et Techniques et architecture, auxquelles il ajoute le mensuel Parpaings qu'il crée.
La société a été mise en redressement judiciaire le 28 mars 2003 converti en liquidation judiciaire le 24 avril 2008.

### Revues
Outre les rééditions de revues et celles d’architecture, plusieurs revues originales ont été éditées par Jean-Michel Place :

#### Art, littérature
- Genesis
- La Revue d'esthétique

#### Cinéma
- Vertigo

#### Études musicales
- Ostinato rigore

#### Sciences sociales
- Gradhiva
- Xoana

### Livres
Les éditions Jean-Michel Place éditent aussi des livres originaux dans de nombreux domaines : architecture, avant-garde, Beaux-Arts, arts plastiques, photographie, bibliographie, cinéma, équitation, ethnologie, ethnographie, littérature (correspondance, création littéraire, essai, francophonie, monographies, philosophie, théâtre), musique, poésie, notariat.	

#### Collections
- Collection "Le cinéma des poètes" dirigée par Carole Aurouet (2015 : Aragon et le cinéma par Luc Vigier et Brunius et le cinéma par Alain Keit ; 2016 : Desnos et le cinéma par Carole Aurouet et Michaux et le cinéma par Anne-Elisabeth Halpern)
- Bibliothèque équestre[5]
- Jean-Michel Place/Poésie qui publie par exemple Paul Valet[6], Valérie Rouzeau[7], François Boddaert[8], ou Franck Venaille[9].
- Collection particulière (Archirecture) [10]
- Histoire figurée [11]
- Cahiers de Gradhiva[12]
- Collection Résurgences – Photographies, dirigée par Yves Aubry[13]
- Collection Surfaces consacrée à l’actualité littéraire et philosophique et à des monographies sur des écrivains contemporains, par exemple Jean Tardieu ou Max Jacob[14]

## Disparition et reprise de l'activité
Après avoir déposé le bilan en avril 2008,, Jean Michel Place prend sa place au sein de la société Nouvelles Éditions JMP, gérée par Patrick Robin.